# Soúgia
Soúgia är en ort i Grekland.   Den ligger i prefekturen Nomós Chaniás och regionen Kreta, i den södra delen av landet, 300 km söder om huvudstaden Aten. Soúgia ligger 9 meter över havet och antalet invånare är 109.
Terrängen runt Soúgia är varierad. Havet är nära Soúgia söderut.  Närmaste större samhälle är Paleochora, 11,6 km väster om Soúgia.